# 692

## أحداث
- حصار مكة في الفترة ما بين مارس و4 أكتوبر.
- مكة والمدينة المنورة تدين بالولاء للأموين.
- المسلمون يفتحون أرمينيا.

## وفيات
- عبد الله بن الزبير حاكم الحجاز. (ولد 624 م).
- القاسم بن سعر أمير عمان في عهد الخليفة عبد الملك بن مروان الأموي.
- أم هاشم بنت هاشم والدة الخليفة الأموي معاوية بن يزيد.